# تپه شهر سوخته ۲۶۷
تپه شهر سوخته ۲۶۷ در شهرستان زابل، بخش شیب آب، دهستان لوتک، روستای حومه شهر سوخته، ۱۵/۱ کیلومتری جنوب غربی پایگاه باستان‌شناسی شهر سوخته واقع شده و این اثر در تاریخ ۲۰ اسفند ۱۳۸۵ با شمارهٔ ثبت ۱۸۰۷۵ به‌عنوان یکی از آثار ملی ایران به ثبت رسیده است.